# Lew Kuleszow
Lew Władimirowicz Kuleszow (ros. Лев Влади́мирович Кулешо́в, ur. 1 stycznia?/13 stycznia 1899 w Tambowie, zm. 29 marca 1970 w Moskwie) – radziecki reżyser filmowy i teoretyk filmu, Ludowy Artysta ZSRR, pionier nurtu szkoły montażu i wykładowca WGIK, gdzie miał własną pracownię. Okazjonalnie również scenarzysta, montażysta, scenograf i aktor filmowy.
Do jego uczniów należeli Wsiewołod Pudowkin i Boris Barnet; współpracował również z Siergiejem Eisensteinem. Wynikiem jego eksperymentów w dziedzinie kinematografii było poznanie wpływu montażu filmowego na odbiór filmu oraz zaobserwowanie tzw. efektu Kuleszowa.

## Życiorys
Lew Kuleszow urodził się w rodzinie posiadacza ziemskiego i mecenasa sztuki Władimira Kuleszowa. Jego matka Pelagia była nauczycielką. Z woli ojca, absolwenta Moskiewskiej Szkoły Malarstwa, Rzeźby i Architektury, otrzymał staranne wykształcenie. Po jego śmierci w 1914 wyjechał z matką do Moskwy, gdzie studiował historię sztuki w prestiżowej Stroganowce, a następnie malarstwo olejne w Moskiewskiej Szkole Artystycznej.

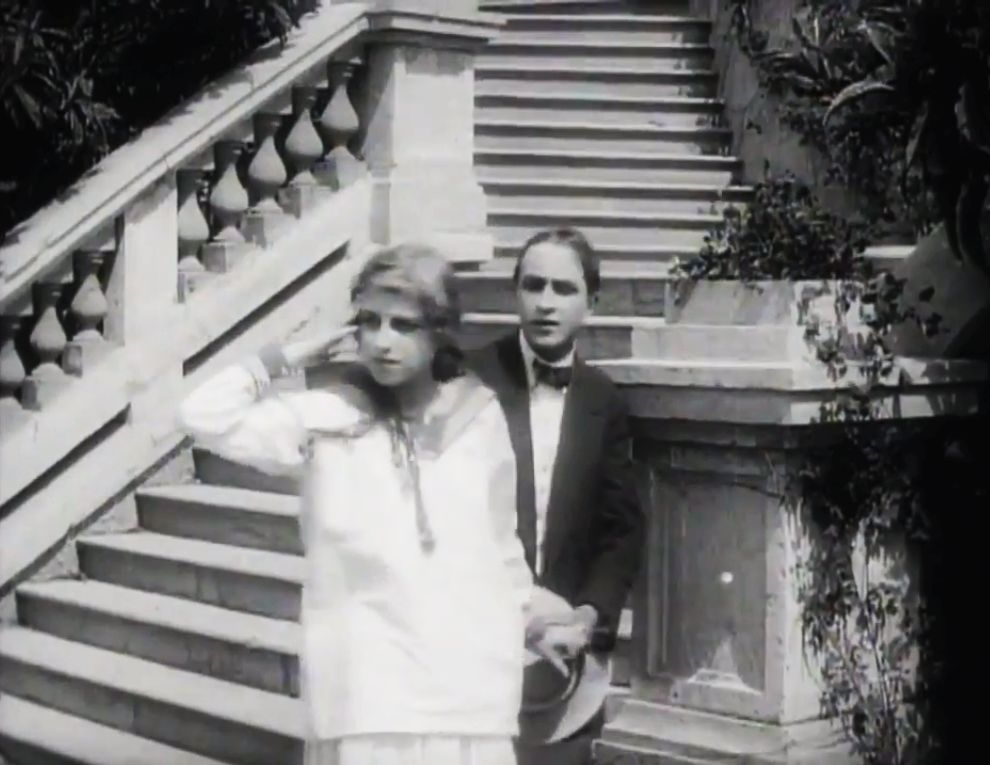
Lew Kuleszow jako aktor w filmie Jewgienija Bauera Ku szczęściu (1917).

W 1916 rozpoczął pracę w firmie produkcyjnej Aleksandra Chanżonkowa jako scenograf i okazjonalny aktor. Zawiedziony komicznymi efektami ówczesnego sposobu realizowania filmów (teatralną grą aktorską, brakiem montażu), opublikował trzy artykuły w czasopiśmie Wiestnik Kinematografii, piętnujące „salonowe” tradycje rosyjskich producentów. Zachwycony kinem amerykańskim przyłączył się do reżysera Jewgienija Bauera pomagając przy realizacji trzech jego filmów. Po śmierci Bauera w 1918 wyreżyserował swój debiut – film Projekt inżyniera Prajta, w którym w pełni zaadaptował hollywoodzki sposób tworzenia filmu, zręcznie posługując się montażem ciągłym, zbliżeniami i zwiększając tempo narracji.
Po rewolucji październikowej dołączył do bolszewików. Dokumentował działania wojenne na froncie wojny domowej. W 1919, po zwycięstwie bolszewików, został mianowany przez swojego przyjaciela Władimira Gardina wykładowcą nowo utworzonej szkoły filmowej WGIK, prowadząc tzw. grupę Kuleszowa. W latach dwudziestych, działając na obrzeżach szkoły montażu, zrealizował kilka filmów w amerykańskim stylu, m.in. Niezwykłe przygody Mister Westa w krainie bolszewików (1924) ukazujący perypetie Amerykanina w radzieckiej Rosji i Według prawa (1926) na podstawie opowiadania Jacka Londona. Pod pozorem „partyjności” jako weteran wojny domowej ukrywał zamiłowanie do amerykańskiego stylu życia – w owym czasie był jedynym z niewielu w Rosji posiadaczy samochodu marki Ford. Przyjaźnił się wówczas z Włodzimierzem Majakowskim, z którym dzielił zamiłowanie do sportowych samochodów.
W latach trzydziestych, po ogłoszeniu socrealizmu oficjalną stylistyką sztuki radzieckiej, oskarżany był o „formalizm”, który w rozumieniu ówczesnych działaczy KPZR oznaczał zbytnie komplikowanie stylu dzieła. Uniknąwszy poważniejszych represji, zajął się w głównej mierze nauczaniem. Przez całe lata trzydzieste i czterdzieste utrzymywał dobre relacje z władzą i nie ujawniał swojego stosunku do Stalina, co pozwoliło mu przetrwać okres czystek. W tym czasie, w 1940, zrealizował pro-stalinowski film Sybiracy. W 1941 napisał rozprawę Zasady reżyserii filmowej, która stała się cenionym na świecie podręcznikiem reżyserii filmowej. W 1943 nakręcił wraz z żoną Aleksandrą Chochłową swój ostatni film, My z Uralu, o wymowie wyraźnie propagandowej. Obawiając się represji ze strony skłóconego z nim Nikity Chruszczowa odstąpił definitywnie od reżyserowania filmów.
Przez resztę życia Kuleszow nauczał przyszłych radzieckich filmowców. Był też znany z podróżowania do Europy Zachodniej, gdzie wzbudzał zainteresowanie. Wśród zaprzyjaźnionych z nim osób byli m.in. Yves Montand, Louis Aragon, Elsa Triolet. W 1962 w Paryżu zorganizowano retrospektywę jego filmów, a w 1966 zasiadał w jury na 27. MFF w Wenecji. Tuż przed śmiercią, w 1969, został uhonorowany tytułem Ludowego Artysty ZSRR.
Zmarł w 1970 w swoim domu na Leninskim Prospekcie w Moskwie. Pochowano go na cmentarzu Nowodziewiczym podczas uroczystości z okazji setnej rocznicy urodzin Lenina.

## Teoria montażu
Kuleszow w wieku 21 lat miał już własną pracownię w Moskiewskiej Szkole Filmowej. Był pierwszym z radzieckich teoretyków-praktyków, który zauważył jak istotny dla filmu jest montaż. Było to wynikiem prostej obserwacji: więcej emocji w widzu wywołuje zmiana ujęć oraz kolejność ich ułożenia niż sama ich zawartość. Kuleszow wraz ze współpracownikami w ramach badań nad tym co jest materiałem filmu (tak jak dla malarstwa materiałem jest barwa, dla muzyki dźwięk itp.) porównywał ówczesne filmy rosyjskie z zagranicznymi. Okazywało się, że publiczność żywiej reaguje na te drugie, z których amerykańskie dostarczały najwięcej wrażeń. Wynikało to z faktu, że w rosyjskich filmach tempo akcji było mniejsze niż w amerykańskich, a ujęcia były dużo dłuższe, zdjęte w szerokich planach.
By wyjaśnić to zjawisko Kuleszow posłużył się metaforą płota: idąc obok pomalowanego płotu o długości 15 km, na którym kolory rozkładają się po kolei 5 km zielony, 5 km czerwony, i 5 km niebieski, przechodzień nie będzie w stanie zaobserwować w jakiej relacji do siebie są te kolory; z kolei kolory zmieniające się w krótkich odstępach, co metr, miały zagwarantować, że zauważy on jak ze sobą harmonizują. Analogicznie, w filmie należy posługiwać się krótkimi i różnorodnymi ujęciami.
Od tamtej pory poświęcił się badaniom nad montażem i realizował filmy na sposób amerykański. Dopiero w 1928 spisał swoje doświadczenia związane z montażem i reżyserią w książce Sztuka filmowa.

### Eksperymenty montażowe
Kuleszow najbardziej znany jest z szeregu eksperymentów montażowych przeprowadzonych w latach 1919–1922, w których weryfikował swoje tezy, w warunkach ciągłego niedoboru taśmy podczas komunizmu wojennego. Większość z nich nie zachowała się do dzisiaj, a treść ich znamy jedynie z lakonicznych relacji Kuleszowa i Pudowkina:
1. Eksperyment, w którym za pomocą montażu wykreowano nieistniejącą przestrzeń. Brali w nim udział aktorzy Aleksandra Chochłowa i Leonid Oboleński. Kuleszow zmontował szereg ujęć: Chochłowa idąca ulicą Pietrowka w Moskwie, Oboleński przechadzający się nad rzeką Moskwą, spotkanie obydwu postaci na preczistienskim bulwarze, uścisk dłoni na tle pomnika Nikołaja Gogola, wejście schodami cerkwi Chrystusa Zbawiciela oraz specjalne ujęcie dokumentalne Białego Domu. W efekcie widz interpretował tę scenę jako dziejącą się w jednej przestrzeni, w której Chochłowa i Oboleński spotykają się w Moskwie, a następnie wchodzą po schodach do Białego Domu w Waszyngtonie[4].
2. Eksperyment, w którym wykreowano nieistniejącego człowieka. Kuleszow ukazał w nim malującą się dziewczynę siedzącą przed lustrem. Sfilmował kolejno: usta jednej kobiety, nogi drugiej, plecy trzeciej, oczy czwartej. Po zmontowaniu scena sprawiała wrażenie, że sfilmowana została jedna kobieta, nie cztery[4].
3. Eksperyment udowadniający, że ukazanie stanu psychicznego bohaterów zależne jest od montażu (patrz: efekt Kuleszowa). Kuleszow wpadł na pomysł przeprowadzenia tego typu doświadczenia podczas oglądania komedii Dowódca brygady, Iwanow Aleksandra Razumnego. W jednej z zabawnych scen wiszący na ścianie portret Lenina sprawiał wrażenie, jakby się uśmiechał, pomimo że w rzeczywistości przedstawiony wyraz twarzy był poważny[4]. Z tej obserwacji Kuleszow wywnioskował, że odbiór przez widza gry aktorskiej jest zależny od kontekstu. Jak podaje Wsiewołod Pudowkin, montując ze sobą ujęcia beznamiętnej twarzy Iwana Mozżuchina kolejno z kadrami przedstawiającymi talerz zupy, trumnę i bawiącą się dziewczynkę udowodnili, że widz sam przypisuje jej pewne emocje[3].

## Filmografia

### Reżyser
- 1918 Niedokończona pieśń miłości (Песнь любви недопетая)
- 1918 Projekt inżyniera Prajta (Проект инженера Прайта)
- 1919 Święto III Międzynarodówki
- 1919 Ekshumacja prochów Siergija Radonieżskiego w Troicko-Siergiewskiej ławrze 11 kwietnia 1919 roku
- 1919 Inspekcja komisji WCIK Guberni Twerskiej
- 1919 Ural – na froncie Kołczaka
- 1920 Pierwszy maja 1920 roku w Moskwie – czyli – Wszechrosyjski czyn społeczny 1 maja 1920 roku
- 1920 Na czerwonym froncie (На красном фронте), nie zachował się
- 1921 Eksplozja magazynów amunicji w Horszewie w styczniu 1921 roku
- 1921 Pogrzeb Piotra Aleksiejewicza Kropotkina
- 1923 Kaukaskie wody mineralne
- 1924 Niezwykłe przygody Mister Westa w krainie bolszewików (Необычайные приключения мистера Веста в стране большевиков)
- 1925 Promień śmierci (Луч смерти)
- 1926 Według prawa (По закону)
- 1927 Wasza znajoma (Ваша знакомая)
- 1929 Wesoły kanarek (Веселая канарейка)
- 1930 Dwa-Buldi-dwa (Два-бульди-два)
- 1930 Parowóz B1000 (Паровоз Б1000), nieukończony
- 1931 Fabryka kiszek (Фабрика Кишок)
- 1931 Czterdzieści serc (Сорок сердец)
- 1932 Horyzont (Горизонт)
- 1933 Wielki pocieszyciel[a] (Великий утешитель)
- 1934 Dochunda (Дохунда)
- 1940 Sybiracy (Сибиряки)
- 1940 Zdarzenie na wulkanie (Случай в вулкане)
- 1942 Przysięga Timura (Клятва Тимура)
- 1943 Nauczycielka Kartaszewa (Учителница Карташева)
- 1943 My z Uralu (Мы с Урала)

### Aktor
- 1917 Król Paryża (Корол Парижа), reż. Jewgienij Bauer
- 1917 Ku szczęściu (За счастем), reż. Jewgienij Bauer
- 1917 Czarna miłość (Чорная любов), reż. Boris Striżewski

### Scenarzysta
- 1929 Książka z klamerkami (Дело з застёжками), reż. Aleksandra Chochłowa
- 1930 Sasza (Саша), reż. Aleksandra Chochłowa
- 1931 Zabawki (Игрушки), reż. Aleksandra Chochłowa

### Scenograf
- 1916 Teresa Raquin (Тереза Ракен), niezrealizowany
- 1917 Alarm (Набат), reż. Jewgienij Bauer
- 1917 Król Paryża (Корол Парижа), reż. Jewgienij Bauer
- 1917 Ku szczęściu (За счастем), reż. Jewgienij Bauer
- 1917 Cienie miłości (Теньи Любви), reż. Andriej Gromow
- 1917 Trzy dni życia (Жизнь трех дней), reż. Andriej Gromow
- 1917 Czarna miłość (Чорная любов), reż. Boris Striżewski
- 1917 Bulwar Słotny (Сляков Булварная), reż. nieznany
- 1917 Karierowiczka (Кареристка), reż. Boris Czajkowski
- 1918 Miss Mary – albo Człowiek, który zabił (Мисс Мэри – или Человек, которий убил), reż. Borys Czajkowski[5]